# イタリア東方学研究所
イタリア東方学研究所（略称：ISEAS、イタリア語: Scuola Italiana di Studi sull’Asia Orientale、英語: Italian School of East Asian Studies）は、人文・社会科学分野の日本のイタリア人研究者を支援する組織。
1982年にイタリア文化会館の京都部門に設立され、京都府京都市にあるフランス極東学院の施設に入居する。ナポリ大学などイタリアのカンパニア州の大学により支援を受け、フランス極東学院および京都大学人文科学研究所と協力関係にある。イタリア国立東方学研究所とも呼ばれ、2001年から2012年までIsIAOや外務・国際協力省などの支援の元で活動していた。